# Bidorpitia cryptica
Bidorpitia cryptica är en fjärilsart som beskrevs av Brown 1991. Bidorpitia cryptica ingår i släktet Bidorpitia och familjen vecklare. Inga underarter finns listade i Catalogue of Life.